# Agencia Federal de Financiamiento de Vivienda
La Agencia Federal de Financiamiento de Vivienda (en inglés, Federal Housing Finance Agency) es una agencia federal independiente de vivienda de los Estados Unidos. Fue creada como resultado de la fusión estatutaria de la Federal Housing Finance Board (FHFB), la Office of Federal Housing Enterprise Oversight (OFHEO) y el U.S. Department of Housing and Urban Development. Entre sus potestades está la capacidad de intervenir las government-sponsored enterprises.